# Noordvliet
Le Noordvliet est un canal néerlandais de la Hollande-Méridionale. Il relie le canal de Flardingue au Nieuwe Waterweg à Maassluis et a une longueur d'environ 6 kilomètres. Le Noordvliet est doublé par le Zuidvliet, à une petite distance[réf. nécessaire] de là.

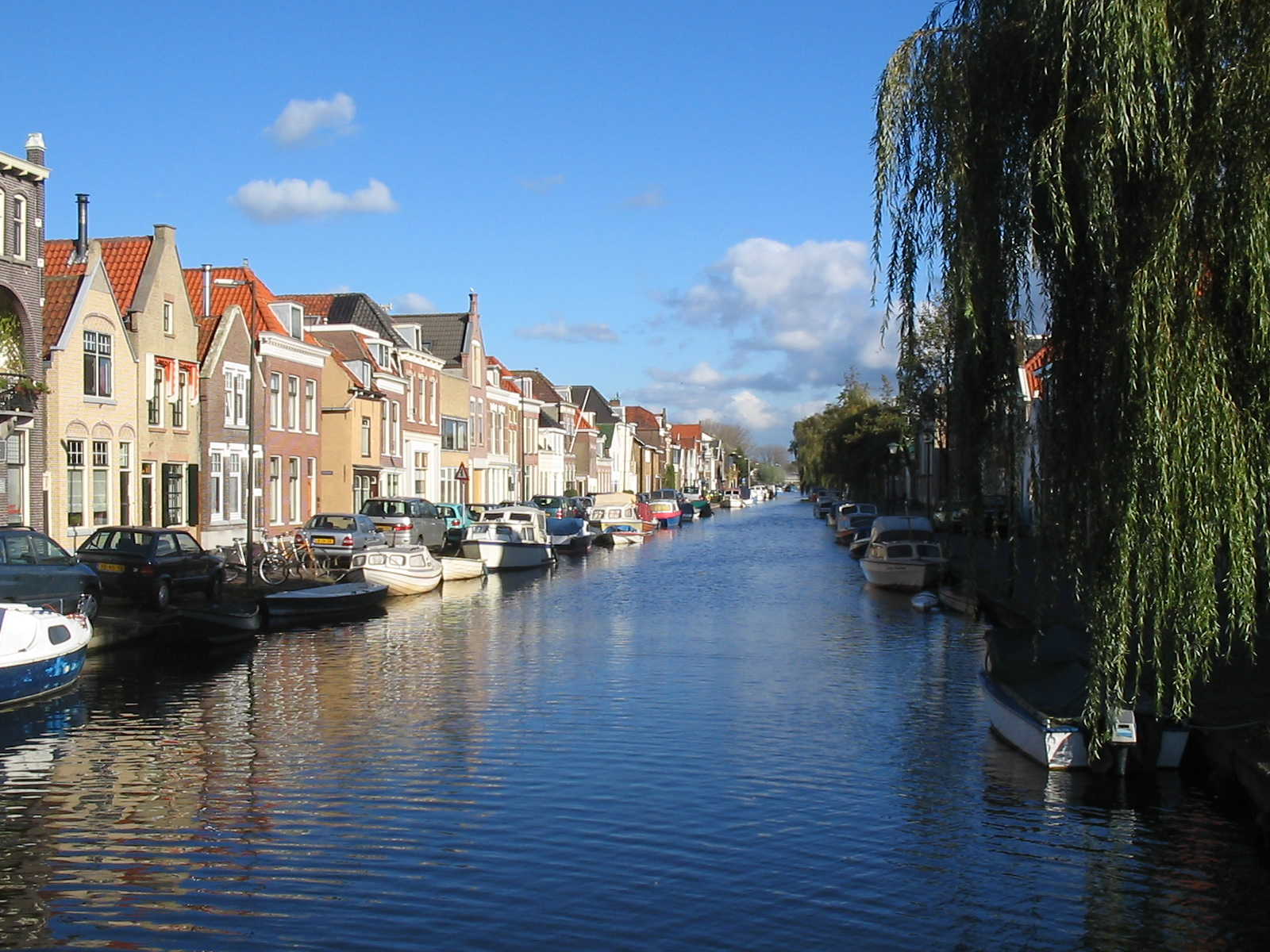
Noordvliet à Maassluis